# Diffraktometrie unter streifendem Einfall

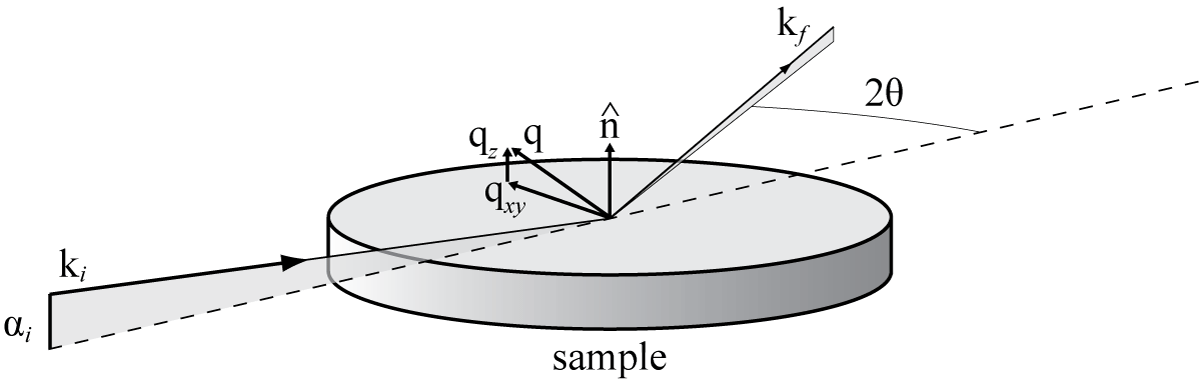
Geometrie: Der Winkel α ist nahe dem kritischen Winkel

Diffraktometrie unter streifendem Einfall (grazing incidence diffraction, GID) ist ein Verfahren zur Untersuchung der Kristallstruktur dünner Schichten.
Dazu wird eine Probe unter kleinen Winkeln mit
- Röntgenstrahlung (englisch grazing incidence X-ray diffraction, GIXD) oder
- Neutronenstrahlung (englisch grazing incidence neutron diffraction, GIND)

beleuchtet und die gebeugte Strahlung analysiert. Diffraktometrie unter streifendem Einfall zeichnet sich durch einen besonders flachen Einfallswinkel der Strahlung auf die Probe aus (α < 3°; gesehen nicht von der Normalen zur Probenoberfläche, sondern von der Oberfläche selbst).

## Beschreibung

### Totalreflexion von Röntgenstrahlung an der Oberfläche zu einem homogenen Medium
Festkörper haben bei sehr kleinen Wellenlängen {\displaystyle \lambda } in der Regel einen Brechungsindex {\displaystyle n=1-\delta } kleiner als derjenige von Luft oder Vakuum mit {\displaystyle n=1} (siehe Wikipedia-Seite: Brechungsindex). Für Silizium beträgt die Abweichung der Vakuumwerts des Brechungsindex {\displaystyle (1-n_{\text{Si}})={\text{1,593}}\cdot 10^{-6}} bei Röntgenstrahlung der Wellenlänge von {\displaystyle \lambda ={\text{0,7107}}\,\mathrm {\AA} }.
Strahlt Röntgenlicht unter einem kleinen Winkel {\displaystyle \alpha _{i}={\text{90°}}-\delta _{1}} von Luft oder Vakuum als optisch dichteres Medium {\displaystyle n_{1}=1} gegen die Grenzfläche zum optisch dünneren Medium {\displaystyle n_{2}=1-\delta } streifend ein, so findet Totalreflexion für Einfallswinkel {\displaystyle \alpha _{i}}, die geringer sind als der Grenzwinkel {\displaystyle \alpha _{g}={\sqrt {2\delta }}} statt. Für Silizium mit {\displaystyle \delta =1-n_{\text{Si}}={\text{1,593}}\cdot 10^{-6}} bei Röntgenstrahlung der Wellenlänge von {\displaystyle \lambda ={\text{0,7107}}\,\mathrm {\AA} } beträgt der Grenzwinkel {\displaystyle \psi _{g,{\text{Si}}}}
{\displaystyle \psi _{g,{\text{Si}}}={\sqrt {2\delta }}={\sqrt {2(1-n_{\text{Si}})}}={\sqrt {2\cdot {\text{1,593}}\cdot 10^{-6}}}={\text{1,785 mrad}}={\text{0,102°}}}
Die transmittierte Welle {\displaystyle {\vec {E}}_{t}(t)} verhält sich wie durch das Snelliussche Brechungsgesetz beschrieben:
{\displaystyle {\vec {E}}_{t}(t)\approx {\vec {E}}_{t}{\text{e}}^{-x/d}\cdot {\text{e}}^{-{\text{i}}({\frac {\omega }{c}}y+\omega t)}}
Die Röntgenstrahlung wird total reflektiert. Der erste Faktor der transmittierten Welle {\displaystyle {\vec {E}}_{t}{\text{e}}^{-x/d}} klingt in Richtung des optisch dünneren Mediums bei {\displaystyle x>0} exponentiell ab. Der zweite Faktor {\displaystyle {\text{e}}^{-{\text{i}}({\frac {\omega }{c}}y+\omega t)}} zeigt, dass sich diese längs der Grenzfläche in negativer {\displaystyle y}-Richtung ausbreitet. In der Probe tritt dann nur noch eine mit der Eindringtiefe exponentiell gedämpfte evaneszente Welle auf. Die Eindringtiefe {\displaystyle d} lautet:
{\displaystyle d={\frac {c}{\omega {\sqrt {2\delta -\alpha _{i}^{2}}}}}={\frac {\lambda }{2\pi {\sqrt {2\delta -\alpha _{i}^{2}}}}}<{\frac {\lambda }{2\pi {\sqrt {2\delta }}}}}
und ist im Bereich der Röntgenstrahlung nahezu wellenlängenunabhängig! Für Einfallswinkel {\displaystyle \alpha _{i}\rightarrow 0} kann eine minimale Eindringtiefe erreicht werden, die für Silizium
{\displaystyle d_{\text{Si}}={\frac {\lambda }{2\pi {\sqrt {2\delta }}}}={\frac {{\text{0,7107}}\,\mathrm {\AA} }{2\pi \cdot {\text{1,785}}\cdot 10^{-3}}}={\text{63,4}}\,\mathrm {\AA} ={\text{6,34 nm}}\approx {\text{90}}\lambda }
beträgt. Die Intensität ist proportional zum Amplitudenquadrat {\displaystyle |{\vec {E}}_{t}|^{2}} des elektrischen Feldes der Röntgenstrahlung und nimmt quadratisch mit der Eindringtiefe ab: {\displaystyle |{\vec {E}}_{t}|^{2}\sim {\text{e}}^{-2\cdot x/d}}. Im Gebiet der Totalreflexion dringt das Röntgenfeld mit {\displaystyle {\textstyle {\frac {d}{2}}}} also nur halb so tief ein. Diese Oberflächenempfindlichkeit bildet die Grundlage für die Diffraktometrie unter streifendem Einfall.

### Totalreflektierter Bragg-Reflex an der Kristalloberfläche
Bisher war das Medium homogen mit räumlich gleich verteilten Elektronen. Ist die Wellenlänge der Röntgenstrahlung mit den Gitterabständen im Kristall vergleichbar, dann kann Röntgenbeugung an geordneten Strukturen wie Kristallen oder Quasikristallen auftreten. Reflexion der Röntgenstrahlung an den einzelnen Gitterebenen des Kristalls tritt in den Richtungen auf, in denen die Bragg-Bedingung:
{\displaystyle m\lambda =2d_{(hkl)}\,\sin \theta }
erfüllt ist. Die Bragg-Gleichung verknüpft den Abstand {\displaystyle d_{(hkl)}} zwischen parallelen Gitterebenen, die Wellenlänge {\displaystyle \lambda } der Röntgenstrahlung, sowie den Winkel {\displaystyle \theta } zwischen Röntgenstrahl und Gitterebene. {\displaystyle m} ist eine natürliche Zahl, die die Beugungsordnung angibt. Die Gitterebenen mit Miller-Indizes (hkl) haben im kubischen System den Abstand:
{\displaystyle d_{(hkl)}={\frac {a_{0}}{\sqrt {h^{2}+k^{2}+l^{2}}}}}
mit der Gitterkonstanten {\displaystyle a_{0}}.
Für die Diffraktometrie unter streifendem Einfall an einem (220) orientierten Silizium-Einkristall beträgt der Gitterebenenabstand
{\displaystyle d_{(220)}={\frac {a_{0}}{\sqrt {h^{2}+k^{2}+l^{2}}}}={\frac {{\text{5,43}}\,\mathrm {\AA} }{\sqrt {2^{2}+2^{2}}}}={\text{1,92}}\,\mathrm {\AA} }
Dabei ist die Kantenlänge der kleinsten kubischen Einheitszelle von Silizium {\displaystyle {\text{5,43}}\,\mathrm {\AA} } lang. Für Röntgenstrahlung der Wellenlänge {\displaystyle \lambda ={\text{0,7107}}\,\mathrm {\AA} } taucht der Bragg-Reflex der {\displaystyle m=1} Beugungsordnung beim Glanzwinkel
{\displaystyle \sin \theta ={\frac {m\lambda }{2d_{(220)}}}={\frac {1\cdot {\text{0,7107}}\,\mathrm {\AA} }{2\cdot {\text{1,92}}\,\mathrm {\AA} }}={\text{0,185}}\qquad {\text{bzw.}}\qquad \theta ={\text{11,67°}}}
auf. Bei richtig orientiertem Kristall existiert ein Bragg-Reflex der transmittierten Welle {\displaystyle {\vec {E}}_{t}(t)} im Winkel {\displaystyle 2\cdot \theta ={\text{21,34°}}} zur Ausbreitungsrichtung. Sollte die Silizium-Oberfläche bis zur minimalen Eindringtiefe {\displaystyle d_{\text{Si}}} durch Arsen-Beschuss amorph und nicht mehr kristallin sein, dann verschwindet der Oberflächen-Bragg-Reflex unter Totalreflexion für Einfallswinkel {\displaystyle \alpha _{i}<\alpha _{g}={\sqrt {2\delta }}}. So lässt sich die Beugung der Strahlung an Kristallstrukturen, etwa in Dünnschichten, mit minimaler Überlagerung von Strahlung untersuchen, die am Substrat gebeugt wurde. Dagegen dringt beim herkömmlichen Theta/2-Theta-Verfahren mit großen Einfallswinkeln (Diffraktometrie) die einfallende Strahlung in die Probe ein, und es tritt keine erhöhte Sensitivität für die Probenoberfläche auf.

### Totalreflektierte Kleinwinkel-Röntgenstreuung an der Oberfläche
Für Einfallswinkel (0–0,6 Grad) lässt sich sogar die Oberfläche der Dünnschicht untersuchen, etwa in dem verwandten Verfahren der Kleinwinkel-Röntgenstreuung unter streifendem Einfall (englisch grazing incidence small-angle X-ray scattering, GISAXS).
Die Kleinwinkelstruktur des totalreflektierten Röntgenstrahls verrät Eigenschaften nanostrukturierter Oberflächen und dünner Schichten.
Regelmäßig angeordnete Lamellenstapel von Tensiden erzeugen Bragg-ähnliche Reflexe in einer Richtung senkrecht zu den Lamellenebenen. Wenn die Lamellen parallel zum Substrat ausgerichtet sind, erhält man Streureflexe in der Einfallsebene entlang der Oberflächennormalen. Bei Lamellen mit zufälliger Ausrichtung taucht ein Pulverring oder Bögen auf. Bei senkrechten Lamellen schließlich beobachtet man Bragg-Reflexe in der Richtung parallel zur Substratoberfläche.